# NGC 4627
NGC 4627是位於獵犬座的一個矮橢圓星系。